# HONOR (márka)
A HONOR egy okostelefon márka, amelyet a Huawei Csoport hozott létre. A Honor elsősorban a fiatal célcsoport számára készít okostelefonokat, táblagépeket és viselhető okoseszközöket.
2016 óta George Zhao a Honor elnöke, Eva Wimmers pedig a márka európai elnöke és nemzetközi alelnöke.

## Történet és üzleti modell
A Honor márkát 2013-ban alapították. A Huawei almárkájaként a Honor kedvező árfekvésű készülékeket kínál Kínában és a világ többi részén, mindezt elsősorban online elérhetőséggel.
2016-tól a Honor továbbra is főként online értékesíti termékeit saját csatornákon és online kiskereskedőkön keresztül, de néhány országban már üzletekben is megvásárolhatóak az okoseszközök.

## Nemzetközi terjeszkedés
A Honor 2014 áprilisában  nyitott először a globális piac felé, ekkor jelentették be a Honor 3C okostelefont Malajziában. Ezt követte a Honor 6 európai megjelenése októberben. Magyarországra 2014 végén érkezett, 2015 júniusában pedig már 74 országban volt jelen, beleértve több európai országot, valamint Indiát és Japánt.
A Honor 7 okostelefonról 2015 júliusában rántotta le a leplet a vállalat. Októberben bejelentette, hogy 5 milliárd dolláros árbevétel elérését tűzte ki célul (az előző év duplája), és tervei közt szerepel az indiai piacon való erős jelenlét kiépítése.
A Honor Vmall online áruháza – amely kezdetben csak Kínában volt elérhető – 2015-ben Európában és az Egyesült Királyságban is hozzáférhetővé vált. Ezen keresztül közvetlenül a gyártótól lehet vásárolni.
A Recode 2016. augusztusi jelentése szerint a Honor több mint 60 millió terméket értékesített, amivel 8,4 milliárd dolláros árbevételt ért el.
A Honor 8 bejelentésére szintén 2016-ban került sor.
A Honor 2016 utolsó hónapjában leplezte le a Honor Magic-et, ami a márka 3. évfordulóján vált elérhetővé. Az okostelefon mesterséges intelligenciával támogatott szoftverén keresztül „intelligens, interaktív funkciókat” biztosít a felhasználók által generált adatok feldolgozásával.
A vállalat 2017 januárjában a CES-en jelentette be, hogy a Honor 6X – amely korábban csak Kínában volt kapható – 13 ország kínálatában, így az Egyesült Államokban is elérhető lesz. Az okostelefon számos technológiai kiadvány válogatásába került be a „CES 2017 legjobbja” néven, úgy mint, az Android Authority, a Digital Trends, a Slash Gear, és a Talk Android.
A Honor 8 Pro, másnéven Honor V9 2017 áprilisában jelent meg Kínában.
Ezt követően a Honor 9 okostelefon bejelentésére került sor 2017 júniusában, melyből már az első hónapban 1 millió darabot szállítottak le.
2018 augusztusában a Honor 10 elnyerte az EISA Lifestyle Smartphone 2018-2019 címet, és úgy jellemezték, hogy a legaktívabb, fiatalabb felhasználók is megtalálhatják benne a tökéletes okostelefont.
Az XDA Developers infografikában mutatta be, hogy a Honor 10 bír a legjobb töltési teljesítménnyel, köszönhetően a Huawei SuperCharge technológiájának.
A Honor 8X és a Honor 8X Max 2018 szeptemberében jelent meg Kínában. Ugyanebben a hónapban a nemzetközi sajtó a Honor Play-t nevezte az „IFA 2018 legjobbjának”, a GPU Turbo technológia és a játékokra szabott teljesítmény alapján.
Ezt követte a Honor View 20 megjelenése ugyanebben az évben, ami egyszerre három technológiai elsőséget is magának tudhat. Az első 48 MP-es hátlapi kamera, az első Honor telefon All-View kijelzővel és az első okostelefon, ami a Link Turbo technológiát alkalmazza.
A 2019-es év első hónapjában jelent meg a Honor 10 Lite, 24 MP-es, a mesterséges intelligencia által támogatott előlapi kamerával a tökéletes szelfikért.[39] A Honor View 20 ugyanebben a hónapban rajtolt el egy új márkakampány kíséretében, aminek köszönhetően erősödött a márka ismertsége és percepciója.
A Honor 20 széria bejelentése 2019 májusában történt. Az okostelefon-családot három elismeréssel díjazták (Android Authority, Android Police és Android Headline), a Verge pedig úgy utalt a Honor 20 Pro-ra, mint csúcskategóriás telefon, ami középkategóriás árcímkét kapott.

## Termékek
- Csúcskategóriás okostelefonok
  - Honor (Huawei U8860) (2011)
  - Honor 2 (Huawei U9508) (2012)
  - Honor 3 (Honor 3 Outdoor) (2013)
  - Honor 6 (2014)[36][37]
  - Honor 6 Plus (2014)[38][39]
  - Honor 7 (2015)[8][40][41]
  - Honor 8 (2016)[42]
  - Honor 8 Pro (2017)
  - Honor 9 (2017)
  - Honor 9N (2018)
  - Honor v10 (2018)
  - Honor 10 (2018)
  - Honor 10 GT (2018)[43]
  - Honor Play (2018)
  - Honor 20 (2019)[44][45][46]
  - Honor 20 Pro (2019)[47][48][49]
- Magic széria
  - Magic (2016)
  - Magic 2 (2018)
- C széria
  - Honor 3C (2013)[3][5][50]
  - Honor 4C (2015)[51][52]
  - Honor 5C (2016)
  - Honor 6C (2017)[53]
  - Honor 6C Pro (2017)
  - Honor 7C (2018)
  - Honor 8C (2018)
- V széria
  - Honor V8 (2016)[54]
  - Honor V9 (2017)
  - Honor View 10 (2018)
  - Honor View 20 (2019)[55][56]
- i széria
  - Honor 7i (2015)[57][58][59]
  - Honor 9i (2017)
- X széria
  - Honor X1,[60] másnéven MediaPad X1 (2014)[61]
  - Honor X2,[62] másnéven MediaPad X2 (2015)[63][64]
  - Honor 3X (2013)[3][65][66]
  - Honor 4X (2015)[7][67][68]
  - Honor 5X (2015)[69][70][70]
  - Honor 6X (2017)
  - Honor 7X (2017)
  - Huawei Honor 8X (2018)
  - Honor 9X (2019)[71][72][73]
  - Honor 9X Pro (2019)[71][72][74]
- A széria
  - Honor 4A (2015)
  - Honor 5A (2016)
  - Honor 6A (2017)
  - Honor 7A (2018)
  - Honor 8A (2019)
- S széria
  - Honor 7S (2018)
  - Honor 8S (2019)
- Lite széria
  - Honor 8 Lite (2017)[75]
  - Honor 9 Lite (2018, India)
  - Honor 10 Lite (2019)
  - Honor 20 Lite (2019)[76][77]
- Play széria
  - Honor 4 Play (2014)
  - Honor Play (2018) [78][79]
- Note széria
  - Honor Note 8 (2016)[80]
  - Honor Note 10 (2018)
- Holly széria
  - Honor Holly (2014)
  - Honor Holly 2 (2015)
  - Honor Holly 2 Pro (2015)
  - Honor Holly 3 (2016)
- Laptopok
  - Honor MagicBook (2018)
- Viselhető okoseszközök
  - Honor Band A2 (2018)
  - Honor Band Z1 (először Honor Band Zero néven jelentették be Kínában), óra alakú, vízálló fitness tracker (2015)[4][6][81][82]
  - Honor Band 3 (2017)[82]
  - Honor Band 4 (2018)[83]
  - Honor Band 4 Running Edition (2018)[84]
  - Honor Watch Magic (2018)
- Szoftver
  - Huawei EMUI, elérhető a Honor és a Huawei márkájú telefonokon
  - Honor MagicOS, elérhet a Honor Magic 2 és a Honor View 20 készülékeken